# Heinrich Jacob Goldschmidt
Heinrich Jacob Goldschmidt (Praga, Imperi Austrohongarès, 12 d'abril de 1857 - Oslo, Noruega, 20 de setembre de 1937) fou un químic jueu austríac que va passar la major part de la seva carrera treballant a Noruega. Va estudiar química a la Universitat Carolina de Praga, on es va doctorar el 1881. El mateix any es va convertir en professor a l'ETH Zürich, on va treballar amb Victor Meyer. El 1888, va néixer el seu fill Victor Goldschmidt, que s'acabaria convertint en un reconegut mineralogista i fundador de la geoquímica moderna. Després de treballar a la Universitat d'Amsterdam amb Jacobus Henricus van 't Hoff el 1894 i el 1895, Heinrich Goldschmidt es va convertir en professor titular a l'ETH. Va deixar l'ETH el 1901 per anar a la Universitat d'Oslo. Va treballar allà fins a la seva jubilació el 1929 a l'edat de 72. Com que el seu fill Víctor va esdevenir professor de mineralogia a la Universitat de Göttingen el 1929, es va traslladar amb ell a Göttingen, però tots dos en van haver de marxar després que els nazis arribessin al poder, i pare i fill van tornar a Oslo el 1935. Heinrich Jacob Goldschmidt va morir a Oslo el 1937.